# 1881 au Canada
Pour un article plus général, voir Chronologie du Canada.
Cet article traite des événements qui se sont produits durant l'année 1881 au Canada.

## Événements
- Sitting Bull et ses sioux quittent les prairies canadiennes pour retourner aux États-Unis.

### Politique
- Agrandissement du Manitoba.
- 21 juillet : 1re Convention nationale acadienne au Nouveau-Brunswick.
- 2 décembre : élection générale québécoise de 1881. Le Parti conservateur du Québec avec Joseph-Adolphe Chapleau est reporté au pouvoir. Mise en place de la 5e législature du Québec.
- Fondation de la Société nationale de l'Acadie.

### Sport

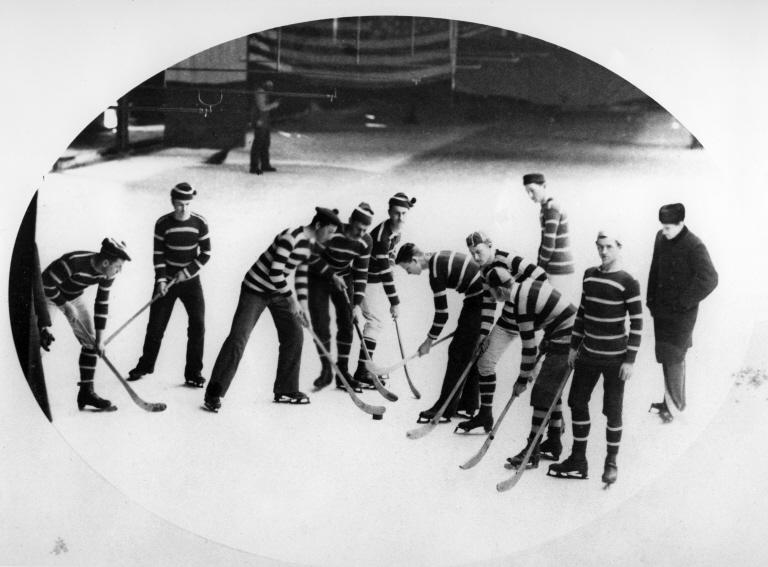
Match de hockey, Crystal Palace skating rink, Montreal, QC

- Création de Association athlétique amateur de Montréal.
- Première édition de la Coupe Rogers en tennis.

### Économie
- 16 février : fondation de la Canadian Pacific Railway Company chargée de construire une ligne de chemin de fer transcontinentale. Commencée en 1882, la liaison est achevée en 1885.
- 4 avril : recensement. Le Canada compte 4 324 810 habitants.

- - La population de Vancouver, au débouché du transcontinental, double de 1881 (50 000 habitants) à 1891. Elle atteindra 390 000 habitants en 1911.

### Science
- Thomas Willson met au point une lampe à arc électrique et la met en fonction à Hamilton en Ontario.
- Début de l'Expédition de la baie de Lady Franklin.

### Religion

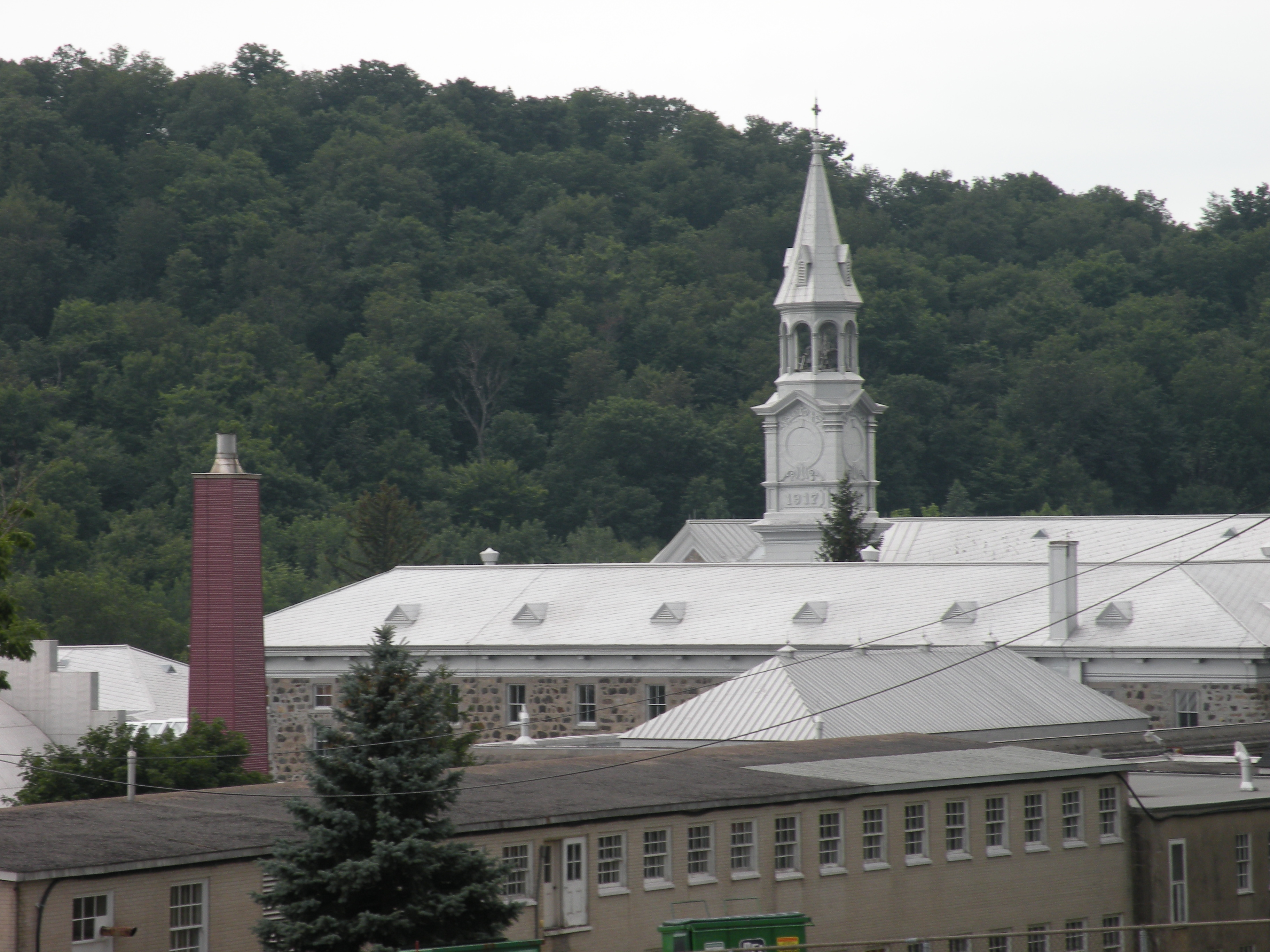
Abbaye d'Oka

- 13 août : mise en place de la statue de Notre-Dame-du-Saguenay
- 9 novembre : établissement de l'Abbaye d'Oka au Québec.

## Naissances
- 2 janvier : Frederick Varley, artiste du Groupe des Sept.
- 9 janvier : Édouard Beaupré, surnommé géant Beaupré.
- 4 mars : Arthur Goss, premier photographe officiel de la ville de Toronto.
- 17 juin : Tommy Burns, boxeur.
- 26 septembre : Édouard Montpetit : avocat.
- 23 octobre : Al Christie, réalisateur au cinéma.
- 4 novembre : Hector Authier, homme politique québécois.
- 8 novembre : Clarence Gagnon, artiste peintre.
- 19 novembre : Robert James Manion, homme politique.
- 9 décembre : George Kendall promoteur sportif au Hockey sur glace et propriétaire des Canadiens de Montréal.
- 20 décembre : Télesphore-Damien Bouchard, homme politique libéral.
- 31 décembre : Albert Sévigny, homme politique fédéral provenant du Québec.
- Samuel Beatty : mathématicien.

## Décès
- 28 janvier : Luc Letellier de Saint-Just, lieutenant-gouverneur du Québec.
- 1er juillet : Louis Marchand, homme d'affaires et homme politique.
- Thomas-Aimé Chandonnet : éducateur.
- Hubert LaRue : médecin et auteur.